# 콜롬비아 U-15 축구 국가대표팀
콜롬비아 U-15 축구 국가대표팀(스페인어: selección de fútbol sub-15 de Colombia)은 해당 연령대의 국제 축구에서 콜롬비아를 대표하는 축구 국가대표팀이며, 콜롬비아의 축구 관리 기관인 콜롬비아 축구 연맹의 관리를 받는다. 해당 대표팀은 CONMEBOL U-15 축구 선수권 대회와 같은 대회 준비를 위해 주로 소집된다.